# Leandra cancellata
Leandra cancellata är en tvåhjärtbladig växtart som beskrevs av Célestin Alfred Cogniaux. Leandra cancellata ingår i släktet Leandra och familjen Melastomataceae. Inga underarter finns listade i Catalogue of Life.